# Judas Iscariot
Cet article concerne le groupe de musiciens. Pour le personnage du Nouveau Testament, voir Judas Iscariote
Judas Iscariot est un groupe (one man band) de metal extrême américain, originaire de DeKalb, dans l'Illinois. Son style musical se caractérise également par du black metal. Il est formé en 1992 par Akhenaten, et abandonné en 2002.

## Biographie
Akhenaten jouait de tous les instruments (guitare, basse, batterie) et faisait appel à d'autres musiciens pour donner des concerts, comme le bassiste Lord Imperial du groupe Krieg ou Kanwulf du groupe Nargaroth. Le label Red Streamsort l'album Heaven in Flames en 1999, et contient des sonorités minimalistes et des blast beats à la Darkthrone. L'album diffère des précédents albums du groupe, et est fortement inspiré par Burzum, et tire sur le clavier. La musique est « monotone et sourde », et les riffs sont mélancoliques.
L'EP Dethroned, Conquered and Forgotten est publié en 2000, et rappelle Transilvanian Hunger de Darkthrone. Robert Müller vom Metal Hammer juge notamment les mélodies minimalistes. L'EP Midnight Frost (To Rest with Eternity) sort en 2003 et contient la démo Heidegger publiée en 1992.
Six albums sont au total enregistrés avant la dissolution de Judas Iscariot, annoncée par Akhenaten en août 2002.

## Idéologie
Comme l'impliquait le nom du groupe, le but fixé d'Akhenaten était de diffuser une philosophie anti-chrétienne par la musique. L'émotion était particulièrement dirigée contre les visions chrétiennes de moralité et compassion. Akhenaten pensait qu'elles promeuvent la faiblesse humaine au lieu de l'individualité et du développement personnel. Il considérait l'histoire du groupe Judas Iscariot comme documentation du combat d'un individu contre les frontières morales fixées par le christianisme. De plus, il exprimait un mépris du capitalisme, qu'il rejetait comme intimement lié au matérialisme. Akhenaten déclare que sa musique vise à donner aux autres la force de vivre dans un monde qu'il juge compromis par le matérialisme et les valeurs religieuses irrationnelles.
Akhenaten a réfuté, à plusieurs reprises, toute association avec des positions d’extrême droite ou des vues racistes. Dans une interview, il déclare « Judas Iscariot n'est pas un groupe nazi. Je ne suis pas non plus un nazi moi même ... si d'autres groupes pensent qu'ils doivent inclure de la politique dans leur musique, c'est leur business, mais cela n'a rien à voir avec mon groupe. »

## Membres
- Akhenaten (Andrew Harris) – chant, guitare, basse, percussions
- Cryptic Winter (Duane Timlin) – percussions en session (1999–2001)
- Kanwulf (René Wagner) – guitare live
- Lord Imperial (Neill Jameson) – basse live (1999–2000)
- Proscriptor (Russley Randel Givens) – percussions live (1999)
- Butcher – percussions live (2000)

## Discographie

### Albums studio
- 1996 : The Cold Earth Slept Below
- 1997 : Thy Dying Light
- 1998 : Of Great Eternity
- 1999 : Distant in Solitary Night
- 2000 : Heaven in Flames
- 2002 : To Embrace the Corpses Bleeding

### EPs
- 1996 : Arise, My Lord
- 2000 : Dethroned, Conquered and Forgotten
- 2002 : March of the Apocalypse
- 2002 : Moonlight Butchery

### Splits
- 1999 : Judas Iscariot/Weltmacht (avec Weltmacht)
- 2000 : None Shall Escape the Wrath (avec Krieg, Eternal Majesty et Macabre Omen)
- 2001 : To the Coming Age of Intolerance (avec Krieg)

### Album live
- 2000 : Under the Black Sun

### Compilations
- From Hateful Visions
- Midnight Frost (To Rest with Eternity)

### Démos
- 1992 : Heidegger
- 1993 : Judas Iscariot